# جاكي سوندرز
جاكي سوندرز (بالإنجليزية: Jackie Saunders) هي ممثلة أمريكية، ولدت في 6 أكتوبر 1892 في الولايات المتحدة، وتوفيت بنفس المكان في 14 يوليو 1954 بسبب سرطان.

## وصلات خارجية
- جاكي سوندرز على موقع IMDb (الإنجليزية)
- جاكي سوندرز على موقع أول موفي (الإنجليزية)
- جاكي سوندرز على موقع قاعدة بيانات الفيلم (الإنجليزية)